# Malawispongia echinoides
Malawispongia echinoides är en svampdjursart som beskrevs av Brien 1972. Malawispongia echinoides ingår i släktet Malawispongia och familjen Malawispongiidae.
Artens utbredningsområde är Malawi. Inga underarter finns listade i Catalogue of Life.